# Sergio D'Antoni
Sergio Antonio D'Antoni (Caltanissetta, 10 dicembre 1946) è un sindacalista, politico e dirigente sportivo italiano, segretario generale della CISL dal 1991 al 2000.
È presidente del CONI Sicilia dal giugno 2014.

## Biografia

### Attività sindacale
Laureato in Giurisprudenza all'Università degli Studi di Palermo, è diventato ricercatore di Diritto del lavoro presso il medesimo ateneo. Agli inizi degli anni Settanta ha iniziato l'attività sindacale nelle file della CISL prima in Sicilia, ricoprendo i ruoli di Segretario provinciale della CISL di Palermo, Segretario regionale (1977-1982), poi in Puglia (1982-1983) e infine a Roma, durante la quale ha sperimentato e sostenuto l'esperienza della "concertazione".
Viene eletto segretario generale della CISL nell'aprile del 1991, incarico che ha lasciato nel dicembre del 2000 al suo successore Savino Pezzotta. È stato anche componente del CNEL dal 1991 al 1999.

### Attività politica

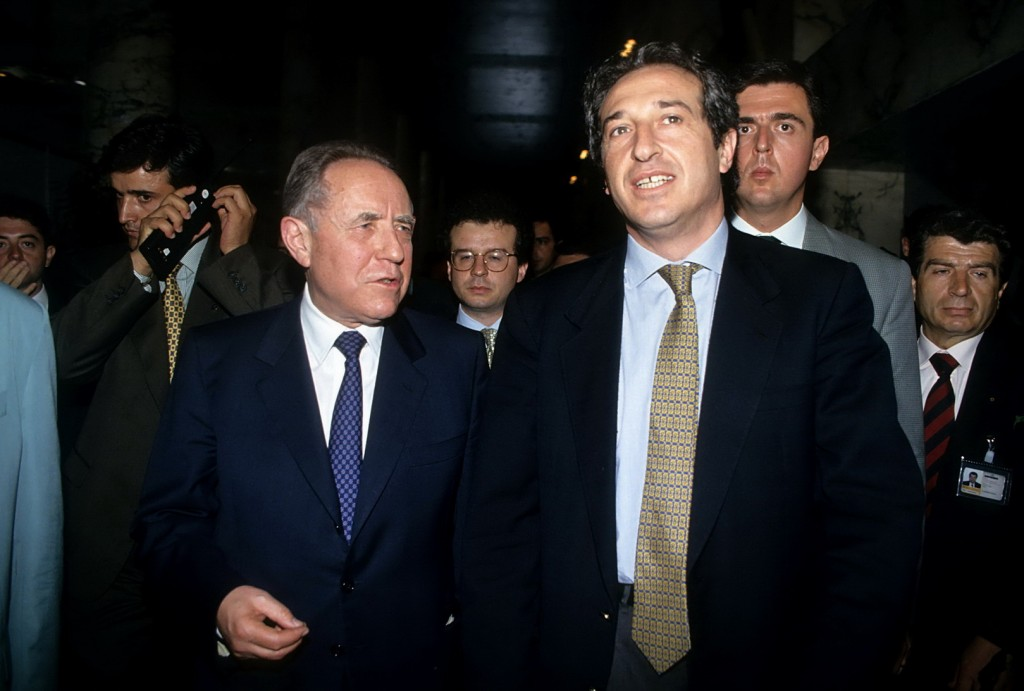
Sergio D'Antoni con l'allora governatore della Banca d'Italia Carlo Azeglio Ciampi nel 1991

Al termine della fase sindacale ha deciso di entrare in politica, fondando alla vigilia delle elezioni politiche del 2001 il movimento Democrazia Europea, unendo esponenti dimessisi dal Partito Popolare Italiano come l'ex ministro Ortensio Zecchino e il movimento Autonomisti per l'Europa di Domenico Comino e Vito Gnutti, che si propone l'obiettivo di rifondare il nascente bipolarismo italiano, ponendosi in alternativa ad entrambi i poli ed ottenendo il sostegno illustre di Giulio Andreotti, esponente storico della Democrazia Cristiana, e dei suoi gruppi vicini. Due mesi dopo si candida alla Presidenza della Regione Siciliana, contro i candidati rispettivamente del centro-destra e del centro-sinistra Totò Cuffaro e Leoluca Orlando, ma ottiene quasi il 5% dei voti, venendo comunque eletto deputato all'Assemblea Regionale Siciliana.
Dopo i risultati delle elezioni politiche, che vedono la vittoria del centro-destra di Silvio Berlusconi, e il buon ma non entusiasmante risultato di Democrazia Europea, D'Antoni guarda con interesse al processo di fusione (che avviene nel 2002) che include - nell'ambito del centro-destra - il CCD e il CDU, e così trasporta la sua Democrazia Europea nella fondazione del nuovo soggetto politico centrista, alleato della Casa delle Libertà, con la denominazione: Unione dei Democratici Cristiani e di Centro (UDC).
Nel 2002 viene aperto il congresso di unificazione con la proclamazione di Sergio D'Antoni a vicesegretario dell'UDC, mentre alla direzione del partito il segretario del CCD Marco Follini. La militanza di D'Antoni nell'UDC, tuttavia, si è interrotta nel 2004, quando l'ex sindacalista decide di abbandonare polemicamente la coalizione della Casa delle Libertà a sostegno del governo Berlusconi, accusandolo di avere scarsa incisività nelle politiche per il Mezzogiorno. Così decide di aderire al progetto politico dell'Uniti nell'Ulivo, che si materializza in occasione delle elezioni europee del 2004, portando una parte della base della vecchia Democrazia Europea a confluire nella Margherita di Francesco Rutelli.
Si dimette dall'ARS, e in rappresentanza della stessa Margherita, infatti, viene eletto deputato alla Camera nel collegio uninominale di Napoli-Ischia alle elezioni suppletive dell'ottobre 2004 nel collegio precedentemente ricoperto da Alessandra Mussolini dimissionaria perché, nel frattempo, è stata eletta al Parlamento europeo. Viene nominato responsabile delle politiche comunitarie della Margherita ed entra a far parte della Commissione Bilancio, Tesoro e Programmazione economica della Camera dei deputati.
Alle elezioni politiche del 2006 viene riconfermato alla Camera dei deputati, eletto tra le liste dell'Ulivo (lista che univa La Margherita con i Democratici di Sinistra) nella circoscrizione Sicilia 1. Successivamente con la nascita del secondo governo presieduto da Romano Prodi, viene nominato dal Consiglio dei Ministri viceministro dello sviluppo economico con delega alla Presidenza del Consiglio nazionale dei consumatori e degli utenti (CNCU), affiancando il ministro Pier Luigi Bersani.
Alle elezioni politiche dell'aprile 2008 è stato riconfermato deputato nazionale nelle liste del Partito Democratico per la Camera dei deputati nella circoscrizione Sicilia 1. È stato responsabile nazionale Pd dell'organizzazione e delle politiche sul territorio e Vice Presidente della Commissione Finanze della Camera dei deputati.
Candidato a Palermo alle primarie del Partito Democratico nel dicembre 2012, non viene eletto, così non è ricandidato in Parlamento nelle elezioni politiche del febbraio 2013.

### Dirigente sportivo
È stato dirigente della Virtus Roma, presidente della Lega Società di Pallacanestro di Serie A dal 2000 al 2001 e presidente del Palermo Calcio dal 2000 al 2002.
Nel giugno 2014 è eletto presidente del CONI Sicilia, riconfermato nel marzo 2017 e nel marzo 2021.
Nel maggio 2021 entra a far parte della giunta nazionale del CONI.

## Opere
- La società che governa: il futuro della concertazione e della democrazia economica, a cura di Salvo Guglielmino e Duccio Trombadori, Roma, Lavoro, 1999. ISBN 88-7910-868-9
- Combattere le diseguaglianze per uscire dalla crisi: coesione, solidarietà, democrazia economica per il rilancio del Paese, Roma, Partito Democratico, 2012.
- In Europa, da Sud. Coesione, nuova concertazione, democrazia economica, prefazione di Raffaele Bonanni; introduzione di Romano Prodi, Roma, Edizioni Lavoro, 2014. ISBN 978-88-7313-367-4